# NGC 2367

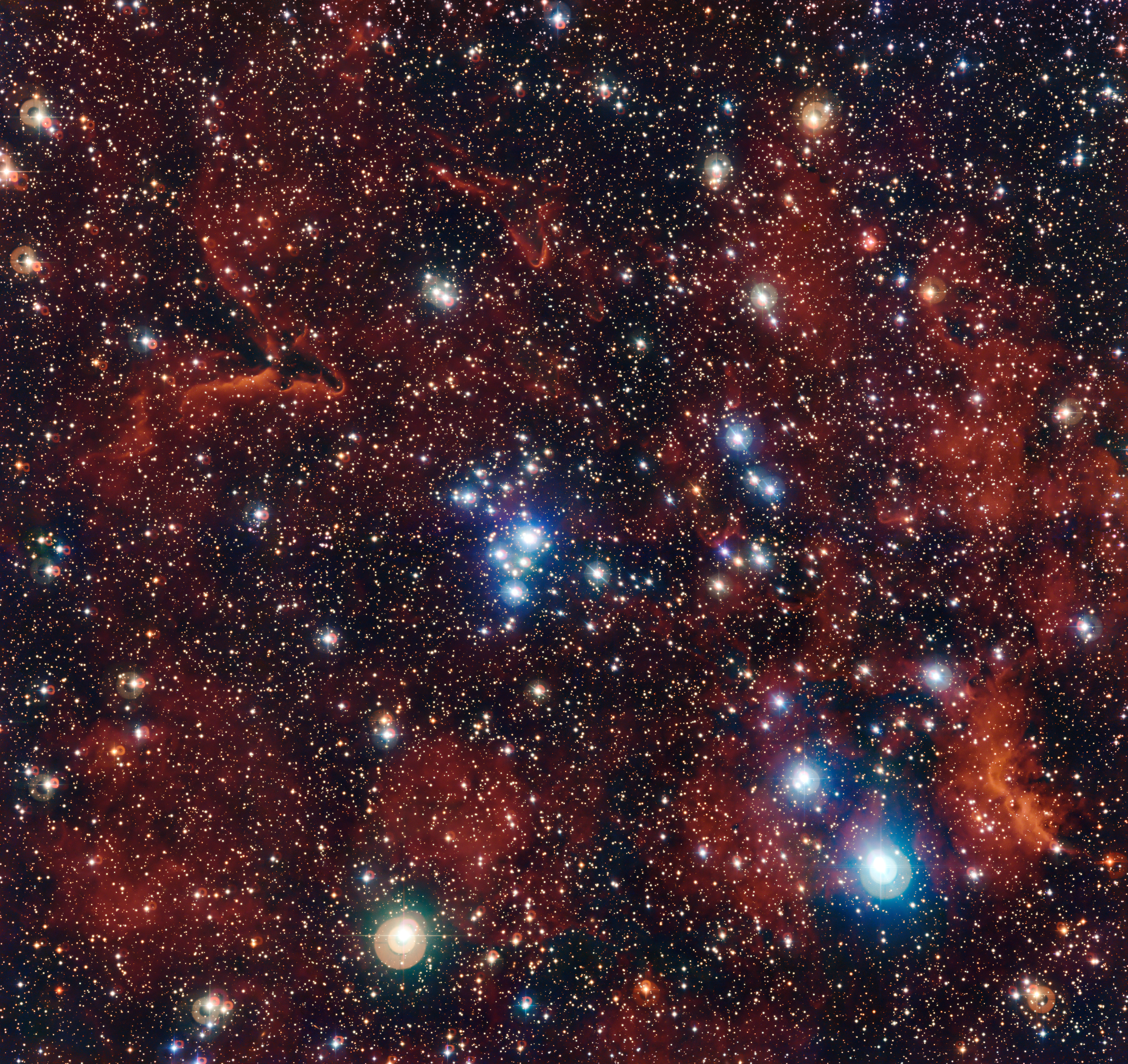
NGC 2367 capté par le télescope de 2,2 m de l'observatoire de La Silla (ESO.

NGC 2367 est un très jeune amas ouvert, situé dans la constellation du Grand Chien. Il a été découvert par l'astronome germano-britannique William Herschel en 1784.
NGC 2367 est à environ 2 004 pc (∼6 540 al) du système solaire et les dernières estimations donnent un âge de 5,5 millions d'années. La taille apparente de l'amas est de 5 minutes d'arc, ce qui, compte tenu de la distance, donne une taille réelle maximale d'environ 9,5 années-lumière. 
Selon la classification des amas ouverts de Robert Trumpler, cet amas renferme moins de 50 étoiles (lettre p) dont la concentration est faible (IV) et dont les magnitudes se répartissent sur un grand intervalle (le chiffre 3).